# Molgula euplicata
Molgula euplicata är en sjöpungsart som beskrevs av William Abbott Herdman 1923. Molgula euplicata ingår i släktet Molgula och familjen kulsjöpungar.
Artens utbredningsområde är Södra Ishavet. Inga underarter finns listade i Catalogue of Life.